# Phare de Chrome Island
Le phare de Chrome Island est un phare situé sur un îlot au sud de l'île Denman sur la côte ouest de l'île de Vancouver, dans le District régional de Nanaimo (Province de la Colombie-Britannique), au Canada.
Ce phare est géré par la Garde côtière canadienne .

## Histoire
Le premier phare, en 1891, était une tour carrée en bois attenante à la maison d'un gardien. Il a reçu, en 1898, une paire de lumière de gamme. En 1922 une tour à ossature métallique, avec  galerie et lanterne montées sur un petit local, a remplacé la première structure.
La station est située sur une petite île devant Boyle Point, le point sud de l'Île Denman, à environ 1.5 km  à l'est de Deep Bay, dans le détroit de Géorgie.

## Description
Le phare actuel, datant de 1989, est une tour cylindrique blanche, avec une galerie et lanterne rouge, de 7,5 m de haut. Il émet, à une hauteur focale de 22 m, un éclat  blanc toutes les 5 secondes. Une lumière jaune fixe n'est visible que sur la ligne de gamme.
Sa portée nominale est de  milles nautiques (environ  km).
Cette station légère est pourvue de personnel dans un bâtiment d'un étage et de locaux techniques.
Identifiant : ARLHS : CAN-343 - Amirauté : G-5219 - NGA : 14088 - CCG : 0105 .
|               |
| Chrome Island |

|                             |
| La station de Chrome Island |

### Lien connexe
- Liste des phares de la Colombie-Britannique